# IBU Cup 2019-2020
Ne doit pas être confondu avec Coupe du monde de biathlon 2019-2020.
Navigation
Édition précédente Édition suivante
L'IBU Cup 2019/2020 est la douzième édition de l'IBU Cup de biathlon.

## Programme
| \| Sjusjøen Ridnaun-Val Ridanna Obertilliach Osrblie Martell-Val Martello Minsk-Raubichi \| Les sites des compétitions |
| Sjusjøen Ridnaun-Val Ridanna Obertilliach Osrblie Martell-Val Martello Minsk-Raubichi                                  |

## Attribution des points
| Place  | 1  | 2  | 3  | 4  | 5  | 6  | 7  | 8  | 9  | 10 | 11 | 12 | 13 | 14 | 15 | 16 | 17 | 18 | 19 | 20 | 21 | 22 | 23 | 24 | 25 | 26 | 27 | 28 | 29 | 30 | 31 | 32 | 33 | 34 | 35 | 36 | 37 | 38 | 39 | 40 |
| ------ | -- | -- | -- | -- | -- | -- | -- | -- | -- | -- | -- | -- | -- | -- | -- | -- | -- | -- | -- | -- | -- | -- | -- | -- | -- | -- | -- | -- | -- | -- | -- | -- | -- | -- | -- | -- | -- | -- | -- | -- |
| Points | 60 | 54 | 48 | 43 | 40 | 38 | 36 | 34 | 32 | 31 | 30 | 29 | 28 | 27 | 26 | 25 | 24 | 23 | 22 | 21 | 20 | 19 | 18 | 17 | 16 | 15 | 14 | 13 | 12 | 11 | 10 | 9  | 8  | 7  | 6  | 5  | 4  | 3  | 2  | 1  |

## Classements

### Classements généraux
| Rang | Nom                       | Points | Victoire(s) |
| ---- | ------------------------- | ------ | ----------- |
| 1    | Lucas Fratzscher          | 746    | 1           |
| 2    | Endre Stroemsheim         | 745    |             |
| 3    | Kirill Streltsov          | 660    |             |
| 4    | Martin Perrillat Bottonet | 599    |             |
| 5    | Haavard Gutuboe Bogetveit | 561    |             |
| 6    | Vasilii Tomshin           | 540    |             |
| 7    | Sivert Guttorm Bakken     | 532    |             |
| 8    | Lars Helge Birkeland      | 499    |             |
| 9    | Sindre Pettersen          | 498    |             |
| 10   | Fredrik Gjesbakk          | 495    |             |

| Rang | Nom                  | Points | Victoire(s) |
| ---- | -------------------- | ------ | ----------- |
| 1    | Elisabeth Högberg    | 693    | 6           |
| 2    | Ekaterina Glazyrina  | 654    |             |
| 3    | Anastasiia Porshneva | 566    |             |
| 4    | Stefanie Scherer     | 555    |             |
| 5    | Ingela Andersson     | 541    |             |
| 6    | Vanessa Voigt        | 526    |             |
| 7    | Victoria Slivko      | 514    |             |
| 8    | Karoline Erdal       | 504    |             |
| 9    | Ida Lien             | 417    |             |
| 10   | Maren Hammerschmidt  | 396    |             |

## Calendrier et podiums

### Hommes
| Étape                                                                | Lieu                            | Épreuve                | Date              | Vainqueur                 | Deuxième                  | Troisième                 | Leader du classement général |
| -------------------------------------------------------------------- | ------------------------------- | ---------------------- | ----------------- | ------------------------- | ------------------------- | ------------------------- | ---------------------------- |
| 1                                                                    | Sjusjøen                        | Sprint 10 km           | 28 novembre 2019  | Lucas Fratzscher          | Harald Lemmerer           | Aleksander Fjeld Andersen | Lucas Fratzscher             |
| 1                                                                    | Sjusjøen                        | Sprint 10 km           | 30 novembre 2019  | Fredrik Gjesbakk          | Sindre Pettersen          | Lucas Fratzscher          | Lucas Fratzscher             |
| 1                                                                    | Sjusjøen                        | Poursuite 12,5 km      | 1er décembre 2020 | Philipp Nawrath           | Fredrik Gjesbakk          | Lucas Fratzscher          | Fredrik Gjesbakk             |
| 2                                                                    | Ridnaun-Val Ridanna             | Super sprint           | 12 décembre 2019  | Lars Helge Birkeland      | Rudy Zini                 | Martin Perrillat-Bottonet | Fredrik Gjesbakk             |
| 2                                                                    | Ridnaun-Val Ridanna             | Sprint 10 km           | 14 décembre 2019  | Maksim Varabei            | Fredrik Gjesbakk          | Alexander Povarnitsyn     | Fredrik Gjesbakk             |
| 2                                                                    | Ridnaun-Val Ridanna             | Mass-Start 60 15 km    | 15 décembre 2019  | Lars Helge Birkeland      | Roman Rees                | Håvard Bogetveit          | Fredrik Gjesbakk             |
| 3                                                                    | Obertilliach                    | Individuel court 15 km | 18 décembre 2019  | Serhiy Semenov            | Lucas Fratzscher          | Lars Helge Birkeland      | Lucas Fratzscher             |
| 3                                                                    | Obertilliach                    | Sprint 10 km           | 20 décembre 2019  | Aleksander Fjeld Andersen | Paul Schommer             | Philipp Nawrath           | Lucas Fratzscher             |
| 4                                                                    | Brezno-Osrblie                  | Individuel court 15 km | 10 janvier 2020   | Endre Strømsheim          | Roman Rees                | Kirill Streltsov          | Lucas Fratzscher             |
| 4                                                                    | Brezno-Osrblie                  | Sprint 10 km           | 12 janvier 2020   | Philipp Nawrath           | Vitezslav Hornig          | Roman Rees                | Philipp Nawrath              |
| 5                                                                    | Duszniki-Zdrój → Brezno-Osrblie | Sprint 10 km           | 17 janvier 2020   | Semen Suchilov            | Sivert Guttorm Bakken     | Endre Strømsheim          | Lucas Fratzscher             |
| 5                                                                    | Duszniki-Zdrój → Brezno-Osrblie | Poursuite 12,5 km      | 18 janvier 2020   | Endre Strømsheim          | Ruslan Tkalenko           | Kirill Streltsov          | Endre Strømsheim             |
| 6                                                                    | Arber → Martello                | Sprint 10 km           | 8 février 2020    | Endre Strømsheim          | Martin Perrillat-Bottonet | Lucas Fratzscher          | Endre Strømsheim             |
| 6                                                                    | Arber → Martello                | Mass-Start 60 15 km    | 9 février 2020    | Sturla Holm Lægreid       | Lucas Fratzscher          | Roman Rees                | Endre Strømsheim             |
| 7                                                                    | Martell-Val Martello            | Super sprint           | 13 février 2020   | Vebjørn Sørum             | Simon Schempp             | Kirill Streltsov          | Lucas Fratzscher             |
| 7                                                                    | Martell-Val Martello            | Sprint 10 km           | 15 février 2020   | Jérémy Finello            | Said Khalili              | Lars Helge Birkeland      | Endre Strømsheim             |
| 7                                                                    | Martell-Val Martello            | Poursuite 12,5 km      | 16 janvier 2020   | Lars Helge Birkeland      | Erik Lesser               | Lucas Fratzscher          | Endre Strømsheim             |
| Championnats d'Europe de biathlon 2020 (24 février au 1er mars 2020) |                                 |                        |                   |                           |                           |                           |                              |
| CE                                                                   | Otepää → Minsk-Raubichi         | Super sprint           | 26 février 2020   | Sergey Bocharnikov        | Adam Václavík             | Dmytro Pidruchnyi         | Endre Strømsheim             |
| CE                                                                   | Otepää → Minsk-Raubichi         | Sprint 10 km           | 29 février 2020   | Matvey Eliseev            | Andrejs Rastorgujevs      | Aleksander Fjeld Andersen | Lucas Fratzscher             |
| CE                                                                   | Otepää → Minsk-Raubichi         | Poursuite 12,5 km      | 1er mars 2020     | Sergey Bocharnikov        | Sturla Holm Lægreid       | Sivert Guttorm Bakken     | Lucas Fratzscher             |
| Fin des championnats d'Europe                                        |                                 |                        |                   |                           |                           |                           |                              |
| 8                                                                    | Minsk-Raubichi                  | Sprint 10 km           | 4 mars 2020       | Sivert Guttorm Bakken     | Maksim Varabei            | Endre Strømsheim          | Lucas Fratzscher             |
| 8                                                                    | Minsk-Raubichi                  | Sprint 10 km           | 5 mars 2020       | Sivert Guttorm Bakken     | Lars Helge Birkeland      | Émilien Claude            | Lucas Fratzscher             |
| 8                                                                    | Minsk-Raubichi                  | Mass-Start 60 15 km    | 6 mars 2020       | Sivert Guttorm Bakken     | Lars Helge Birkeland      | Vasilii Tomshin           | Lucas Fratzscher             |

### Femmes
| Étape                                                                | Lieu                            | Épreuve                  | Date              | Vainqueur            | Deuxième              | Troisième             | Leader du classement général |
| -------------------------------------------------------------------- | ------------------------------- | ------------------------ | ----------------- | -------------------- | --------------------- | --------------------- | ---------------------------- |
| 1                                                                    | Sjusjøen                        | Sprint 7,5 km            | 28 novembre 2019  | Karoline Erdal       | Kelsey Joan Dickinson | Maren Hammerschmidt   | Karoline Erdal               |
| 1                                                                    | Sjusjøen                        | Sprint 7,5 km            | 30 novembre 2019  | Irina Starykh        | Olena Pidhrushna      | Ekaterina Glazyrina   | Olena Pidhrushna             |
| 1                                                                    | Sjusjøen                        | Poursuite 10 km          | 1er décembre 2020 | Elisabeth Högberg    | Irina Starykh         | Ekaterina Glazyrina   | Irina Starykh                |
| 2                                                                    | Ridnaun-Val Ridanna             | Super sprint             | 12 décembre 2019  | Ingela Andersson     | Anastasiya Merkushyna | Lou Jeanmonnot        | Ekaterina Glazyrina          |
| 2                                                                    | Ridnaun-Val Ridanna             | Sprint 7,5 km            | 14 décembre 2019  | Johanna Skottheim    | Irina Starykh         | Anastasiia Porshneva  | Irina Starykh                |
| 2                                                                    | Ridnaun-Val Ridanna             | Mass-Start 60 12 km      | 15 décembre 2019  | Anastasiia Porshneva | Ekaterina Glazyrina   | Alexia Runggaldier    | Irina Starykh                |
| 3                                                                    | Obertilliach                    | Individuel court 12,5 km | 18 décembre 2019  | Stefanie Scherer     | Anastasiya Merkushyna | Anna Weidel           | Irina Starykh                |
| 3                                                                    | Obertilliach                    | Sprint 7,5 km            | 20 décembre 2019  | Johanna Skottheim    | Anna Magnusson        | Anastasiya Merkushyna | Irina Starykh                |
| 4                                                                    | Brezno-Osrblie                  | Individuel court 12,5 km | 10 janvier 2020   | Ekaterina Glazyrina  | Evgeniya Burtasova    | Alexia Runggaldier    | Ekaterina Glazyrina          |
| 4                                                                    | Brezno-Osrblie                  | Sprint 7,5 km            | 12 janvier 2020   | Evgeniya Burtasova   | Irene Cadurisch       | Vanessa Voigt         | Ekaterina Glazyrina          |
| 5                                                                    | Duszniki-Zdrój → Brezno-Osrblie | Sprint 7,5 km            | 17 janvier 2020   | Karoline Erdal       | Victoria Slivko       | Ekaterina Glazyrina   | Ekaterina Glazyrina          |
| 5                                                                    | Duszniki-Zdrój → Brezno-Osrblie | Poursuite 10 km          | 18 janvier 2020   | Elisabeth Högberg    | Anastasiia Porshneva  | Franziska Hildebrand  | Ekaterina Glazyrina          |
| 6                                                                    | Arber → Martello                | Sprint 7,5 km            | 8 février 2020    | Uliana Kaisheva      | Franziska Hildebrand  | Victoria Slivko       | Ekaterina Glazyrina          |
| 6                                                                    | Arber → Martello                | Mass-Start 60 12 km      | 9 février 2020    | Ida Lien             | Franziska Hildebrand  | Yuliya Zhuravok       | Ekaterina Glazyrina          |
| 7                                                                    | Martell-Val Martello            | Super sprint             | 13 février 2020   | Ingela Andersson     | Evgeniya Burtasova    | Amy Baserga           | Ekaterina Glazyrina          |
| 7                                                                    | Martell-Val Martello            | Sprint 7,5 km            | 15 février 2020   | Elisabeth Högberg    | Synnøve Solemdal      | Yuliya Zhuravok       | Ekaterina Glazyrina          |
| 7                                                                    | Martell-Val Martello            | Poursuite 10 km          | 16 janvier 2020   | Elisabeth Högberg    | Evgeniya Burtasova    | Uliana Kaisheva       | Ekaterina Glazyrina          |
| Championnats d'Europe de biathlon 2020 (24 février au 1er mars 2020) |                                 |                          |                   |                      |                       |                       |                              |
| CE                                                                   | Otepää → Minsk-Raubichi         | Super sprint             | 26 février 2020   | Evgeniya Burtasova   | Olena Pidhrushna      | Chloé Chevalier       | Ekaterina Glazyrina          |
| CE                                                                   | Otepää → Minsk-Raubichi         | Sprint 7,5 km            | 29 février 2020   | Elisabeth Högberg    | Ida Lien              | Iryna Kryuko          | Ekaterina Glazyrina          |
| CE                                                                   | Otepää → Minsk-Raubichi         | Poursuite 10 km          | 1er mars 2020     | Elena Kruchinkina    | Kristina Reztsova     | Elisabeth Högberg     | Ekaterina Glazyrina          |
| Fin des championnats d'Europe                                        |                                 |                          |                   |                      |                       |                       |                              |
| 8                                                                    | Minsk-Raubichi                  | Sprint 7,5 km            | 4 mars 2020       | Elisabeth Högberg    | Stefanie Scherer      | Åsne Skrede           | Elisabeth Högberg            |
| 8                                                                    | Minsk-Raubichi                  | Sprint 7,5 km            | 5 mars 2020       | Ingela Andersson     | Caroline Colombo      | Ekaterina Glazyrina   | Elisabeth Högberg            |
| 8                                                                    | Minsk-Raubichi                  | Mass-Start 60 12 km      | 6 mars 2020       | Stefanie Scherer     | Victoria Slivko       | Caroline Colombo      | Elisabeth Högberg            |

### Mixte
| Etape                                                                | Lieu                            | Épreuve                              | Date             | Vainqueur                                                                         | Deuxième                                                                               | Troisième                                                                            |
| -------------------------------------------------------------------- | ------------------------------- | ------------------------------------ | ---------------- | --------------------------------------------------------------------------------- | -------------------------------------------------------------------------------------- | ------------------------------------------------------------------------------------ |
| 3                                                                    | Obertilliach                    | Relais simple (6 km F + 7,5 km H)    | 21 décembre 2019 | Allemagne - Stefanie Scherer - Lucas Fratzscher                                   | Russie - Anastasiia Porshneva - Alexander Povarnitsyn                                  | Norvège - Karoline Erdal - Sindre Fjellheim Jorde                                    |
| 3                                                                    | Obertilliach                    | Relais (2 x 6 km F + 2 x 6 km H)     | 21 décembre 2019 | Épreuve annulée                                                                   | Épreuve annulée                                                                        | Épreuve annulée                                                                      |
| 5                                                                    | Duszniki-Zdrój → Brezno-Osrblie | Relais simple (6 km H + 7,5 km F)    | 15 janvier 2020  | Norvège - Endre Stroemsheim - Karoline Erdal                                      | France - Aristide Bègue - Lou Jeanmonnot                                               | Ukraine - Vitaliy Trush - Yuliya Zhuravok                                            |
| 5                                                                    | Duszniki-Zdrój → Brezno-Osrblie | Relais (2 x 7,5 km H + 2 x 7,5 km F) | 15 janvier 2020  | Russie - Vadim Filimonov - Semen Suchilov - Ekaterina Glazyrina - Victoria Slivko | Allemagne - Lucas Fratzscher - Florian Hollandt - Franziska Hildebrand - Vanessa Voigt | Norvège - Sindre Pettersen - Håvard Bogetveit - Ida Lien - Emilie Aagheim Kalkenberg |
| Championnats d'Europe de biathlon 2020 (24 février au 1er mars 2020) |                                 |                                      |                  |                                                                                   |                                                                                        |                                                                                      |
| CE                                                                   | Otepää → Minsk-Raubichi         | Relais simple (6 km F + 7,5 km H)    | 27 février 2020  | Norvège - Karoline Erdal - Endre Stroemsheim                                      | Allemagne - Stefanie Scherer - Justus Strelow                                          | Ukraine - Anastasiya Merkushyna - Ruslan Tkalenko                                    |
| CE                                                                   | Otepää → Minsk-Raubichi         | Relais (2 x 6 km F + 2 x 6 km H)     | 27 février 2020  | Ukraine - Valj Semerenko - Yuliia Dzhima - Artem Pryma - Dmytro Pidruchnyi        | Russie - Kristina Reztsova - Victoria Slivko - Eduard Latypov - Said Khalili           | Norvège - Åsne Skrede - Ida Lien - Sivert Guttorm Bakken - Aleksander Fjeld Andersen |
| Fin des championnats d'Europe                                        |                                 |                                      |                  |                                                                                   |                                                                                        |                                                                                      |